# 剪刀石頭布 (電視劇)
《剪刀石頭布》（英語：A Game About Love），2006年台灣偶像劇，改編自黃願原著小说《那一天，那一夜》，由張哲書執導，陳喬恩、王少偉、張勛傑領銜主演。2006年7月17日開鏡，11月8日起於華視首播，11月28日全劇殺青。2011年12月29日起也在香港TVB8播出。而本劇採用HD高畫質攝影機拍攝。

## 故事大綱
祺祥的大媽開設了一間畫廊，展出的都是他死去父親韋少朋的作品，而畫廊亦聘任了一位新進的畫家陳克洛。克洛的得奬作品就是根據祺祥的形容把祺祥的生母畫出來，作品的名稱就是叫做《初夜》。
朵麗當會計的公司就是在畫廊的對面，當朵麗看到了《初夜》之後就對它念念不忘，也是因為這《初夜》而認識了祺祥跟克洛，這個劇就是圍繞著性格直接鋒利的祺祥（剪刀）、堅持頑固的克洛（石頭）和樸實溫和包容的朵麗（布）三個人的愛情、親情、友情的故事。

## 演員陣容

### 主要演員
| 演員   | 角色           | 介紹                                                             |
| 陳喬恩 | 葉朵麗（布）   | 公司的會計。喜歡上畫廊作品《初夜》，而認識了祺祥和克洛。         |
| 王少偉 | 韋祺祥（剪刀） | 韋氏集團的總經理，韋少朋跟舞蹈少女所生下的私生子，後給韋家收養。 |
| 張勛傑 | 陳克洛（石頭） | 韋少朋跟風塵女子所生下的另一個私生子，是個苦命畫家。             |

### 其他演員
| 演員   | 角色   | 介紹                                       |
| 夏于喬 | 葉朵馨 | 葉朵麗的妹妹，髪型設計師。                 |
| 阿丹   | Doff   | 造型設計師，朵馨髮型工作室的同事。         |
| 林利霏 | 楊嘉珊 | 千金小姐，在朵麗的公司上班，常找朵麗麻煩。 |
| 張復建 | 韋戎平 | 韋氏集團的董事長，韋祺祥的爺爺。           |
| 李黛玲 | 沈昀蔚 | 畫廊老闆娘，韋祺祥的養母。                 |
| 葛蕾   | 葉母   | 朵麗、朵馨的母親，經營小麵店。             |
| 楊瓊華 | 陳荷莉 | 陳克洛的母親。                             |
| 張克帆 | 藍正成 | 韋戎平的秘書。                             |
| 黃泰安 | Simon  | 髮廊老闆，凡事斤斤計較。                   |
| 陳為民 | 陸士豪 | 畫廊的客人，後喜歡祺祥的大媽昀蔚。         |
| 王德生 | 陳副總 | 韋氏集團的副總。                           |
| 高明偉 | 趙良棟 | 朵麗的上司。                               |

### 客串演出
| 演員   | 角色     | 介紹                               |
| 蔣偉文 | 王志凱   | 葉朵麗的前男友。                   |
| 小甜甜 | 秀文     | 朵麗的同事。                       |
| 夏瞳   | 家欣     | 朵麗的同事。                       |
| 李銘淇 | 富仁     | 朵麗的同事，喜歡朵麗。             |
| 管謹宗 | 楊父     | 楊嘉珊的父親。                     |
| 王雨妍 | 楊母     | 楊嘉珊的母親。                     |
| 何懷安 | 韋少朋   | 韋祺祥、陳克洛的父親，已過世。     |
| 林耕   | Joaquin  | 指導朵麗、Doff跳佛朗明哥舞的老師。 |
| 黃穗蓉 | 紅衣少女 | 迷火舞者，韋祺祥的生母。           |
| 馬國賢 | 葉兄     | 朵麗、朵馨的哥哥。                 |

## 電視劇歌曲
| 類型   | 歌名       | 演唱者 | 作詞 | 作曲 |
| 片頭曲 | 小女人     | 庭竹   | 庭竹 | 庭竹 |
| 片尾曲 | 愛不在     | 殷悅   | 娃娃 | 陶喆 |
| 插曲   | 讓我靜一靜 | 范逸臣 | 阿怪 | 阿怪 |

## 製作團隊
- 監製：高武松
- 製作人：何琇瓊、林樹橋
- 企編：王冠
- 編劇：黃願、黃淑綾、吳振綱、張清慧
- 導演：張哲書
- 原著：黃願
- 製作公司：群和國際文化事業有限公司、仲傑傳播有限公司

- 統籌：陳然、周正吾、周吉祥
- 策畫：汪馨中
- 企劃：林佳樺
- 執行製作：羅世軒、葉茂林
- 製作助理：徐承暉、王楷甯
- 副導演：陳宥良
- 場記：麻怡婷、蕭許曉玲
- 攝影師：韓紀軒
- 攝影組：合瑪攝影組（楊翔宇、蔡旻翰）
- 燈光師：周志信
- 燈光組：蒲士榮
- 道具助理：林志興
- 場務：陳輝弦、鍾勝均
- 造型：謝建國
- 梳化妝：黃雅芬、蕭家蓉
- 梳化助理：張彥達
- 服裝管理：黃思綺、葉明蓓
- 企宣：邱湘芸
- 電視宣傳：華視OAP宣傳小組
- 剪輯：蕭麗玉
- 後製剪輯：
  - 合瑪後製組（蕭麗玉、張郁晴、高國瑋、林薰、莊雯媛、連育菁、林聖傑）
  - 合瑪HD後製組（張郁晴、高國瑋、林薰、莊雯媛、連育菁、林聖傑、郭育憲）
- 配樂：聲動錄音有限公司（席裕龍、賴同恩、黃志龍）
- 後製作：麻怡婷
- 後製助理：李芳瑩
- 動畫：Bobby（光源影音）
- 片頭尾設計：黃金盛（光源影音）

## 外部連結
- 官方网站－華視[]

## 作品的變遷
| 臺灣 華視主頻 每週一至週五 21:00 - 22:00  | 臺灣 華視主頻 每週一至週五 21:00 - 22:00                                       | 臺灣 華視主頻 每週一至週五 21:00 - 22:00 |
| ----------------------------------------- | ------------------------------------------------------------------------------ | ---------------------------------------- |
|                                           | 剪刀石頭布好好玩 （2006年11月7日）剪刀石頭布 （2006年11月8日－2006年12月14日） |                                          |
| 白屋之戀 （2006年10月4日－2006年11月6日） | 精妝假面天使 （2006年12月15日）假面天使 （2006年12月18日－2007年1月26日）      |                                          |

| 香港 TVB8 每週一至週五 22:00 - 23:00        | 香港 TVB8 每週一至週五 22:00 - 23:00        | 香港 TVB8 每週一至週五 22:00 - 23:00 |
| ------------------------------------------- | ------------------------------------------- | ------------------------------------ |
|                                             | 剪刀石頭布 （2011年12月29日－2012年2月2日） |                                      |
| 愛情魔戒 （2011年11月30日－2011年12月28日） | 白袍之戀 （2012年2月3日－2012年3月1日）     |                                      |